# Vučevica
Vučevica je naselje u sastavu Općine Klis, u Splitsko-dalmatinskoj županiji.

## Povijest
Naseljena još u prapovijesti. Na području Vučevice na više su položaja zabilježena značajna prapovijesna arheološka nalazišta: gradine na Jarebinjaku, Komarkovači, Osmakovcu, Gradini kod lokve Popirače, Crnom Umcu i Vilaru uokviruju zaravan sa sjeverne i južne strane. Prapovijesna naselja nisu ograničena samo na utvrđena gradinska nalazišta. Tu je više prapovijesnih naselja na otvorenom t.zv. izvangradinska naselja koja se većinom nalaze u vrtačama i pripadaju vremenu od konca eneolitika i početka ranog brončanog doba. Ti položaji bili su posjećivani sezonski i u uskoj su svezi s transhumantnim načinom života, u kojem je osnova gospodarstva bilo stočarstvo. Zabilježeno je i dvadesetak prapovijesnih grobnih gomila. Ljudske intervencije u prostoru bile su minimalne, ograničene na izgradnju suhozida i terasiranje, zbog čega je ostala velika gustoća prapovijesnih nalazišta.:170.

## Stanovništvo
Prema popisu iz 2011. naselje je imalo 56 stanovnika.
| broj stanovnika | 330   | 355   | 370   | 388   | 442   | 538   | 484   | 564   | 499   | 503   | 446   | 235   | 138   | 94    | 64    | 56    | 44    |
|                 | 1857. | 1869. | 1880. | 1890. | 1900. | 1910. | 1921. | 1931. | 1948. | 1953. | 1961. | 1971. | 1981. | 1991. | 2001. | 2011. | 2021. |

## Znamenitosti
- crkva svetog Ante